# Rhizohypnella bartramii
Rhizohypnella bartramii är en bladmossart som beskrevs av Bennard Otto van Zanten 1964. Rhizohypnella bartramii ingår i släktet Rhizohypnella och familjen Hypnaceae. Inga underarter finns listade i Catalogue of Life.